# Simorre
Simorre település Franciaországban, Gers megyében. Lakosainak száma 695 fő (2022. január 1.). Simorre Villefranche-d'Astarac, Betcave-Aguin, Faget-Abbatial, Lamaguère, Pellefigue, Sabaillan, Saint-Élix, Sémézies-Cachan, Tachoires és Tournan községekkel határos.

## Népesség
A település népessége az elmúlt években az alábbi módon változott:
| Lakosok száma | 911  | 804  | 708  | 665  | 706  | 699  | 710  | 711  | 707  | 695  |
|               | 1968 | 1982 | 1990 | 2006 | 2013 | 2015 | 2017 | 2019 | 2020 | 2022 |